# La Tchadienne
"La Tchadienne" é o hino nacional do Chade. Com letra de Louis Gidrol e música de Paul Villard foi adoptado em 1960 depois da independência.